# Quartier Latin (filme)
Quartier Latin é um filme mudo alemão de 1929, dirigido por Augusto Genina e estrelado por Gina Manès, Carmen Boni e Helga Thomas. Foi baseado em um romance de Maurice Dekobra.

## Elenco
- Gina Manès ... Prinzessin Bolinsky (Salome)
- Carmen Boni ... Louisette Mercier (Mimi)
- Helga Thomas ... Laura
- Iván Petrovich ... Ralph O'Connor Rodolpho
- Gaston Jacquet ... Baron Harvey
- Maurice Braddell ... Mario
- Augusto Bandini ... Jaques
- Nino Ottavi ... Jean
- Magnus Stifter ... Diener